# Raoul Wallenberg
Raoul Gustav Wallenberg (4. srpna 1912 – 16. července 1947? / 31. července 1952) byl švédský diplomat a člen vlivné rodiny Wallenbergů. Během druhé světové války působil v Budapešti, kde s velkým osobním nasazením a také za velkého rizika zachránil až 100 000 maďarských Židů před holokaustem, a to mimo jiné vydáváním švédských ochranných pasů.

## Život před válkou
Raoul Wallenberg se narodil v Lidingö 4. srpna 1912 do vlivné švédské rodiny Wallenbergů. V roce 1930 vystudoval ve Švédsku obor ruština-kreslení a v roce 1935 na Michiganské univerzitě v USA architekturu. Architekturou se ale neživil, v Jižní Africe pracoval pro švédskou firmu prodávající stavební materiál a krátce působil i u pobočky dánské banky v Haifě. V roce 1941 se pak ve Švédsku setkal s maďarským Židem Kolomanem Lauerem, který vedl exportní firmu, a brzy se stal jeho společníkem.

## Během druhé světové války
Nacisté začali v březnu 1944 pod vedením Adolfa Eichmanna uskutečňovat „konečné řešení“ židovské otázky v Maďarsku. Raoul Wallenberg postrádal zkušenosti z diplomatické oblasti, v období druhé světové války však spolupracoval s maďarským obchodníkem Kalmanem Lauerem a měl za sebou několik obchodních cest do Budapešti. Když organizace War Refugee Board hledala vhodného vyslance, který by se mohl v Maďarsku pokusit pomoci ohroženým Židům, volba padla právě na Wallenberga. Byl mu udělen status diplomata a odcestoval na švédské velvyslanectví do Budapešti. Zde zorganizoval efektivní kancelář, která hledala nejrůznější cesty, jak zachránit co nejvíce lidí. Sám Wallenberg dokázal najít odvahu vylézt na železniční vagón a rozdávat ochranné pasy lidem směřujícím do vyhlazovacích táborů. Jednal z vlastní iniciativy, pochopil, že nemůže čekat na schválení seshora, diplomatické cesty byly neúčinné. Wallenberg začal autem stíhat pochody smrti, které mířily k rakouským hranicím. Rozdával lidem oblečení, jídlo, léky a pasy, které jejich majitelům zaručovaly nedotknutelnost.
Když se v lednu 1945 dozvěděl o nacistickém plánu na vyhlazení obyvatel budapešťského ghetta, písemně kontaktoval vrchního velitele wehrmachtu v Maďarsku a pohrozil mu trestním stíháním za válečné zločiny po skončení války. Tato akce slavila úspěch, plán na vyhlazení se nerealizoval.

## Zmizení
Válku bez úhony přežil, 17. ledna 1945 se však v chaotické situaci během obsazování Budapešti pokusil kontaktovat Rudou armádu. V úmyslu měl zajistit u domnělých spojenců pomoc a ochranu pro ghetto, chtěl také navrhnout svůj plán pro poválečnou obnovu Budapešti. Naposledy ho jeho spolupracovníci viděli 17. ledna 1945, jak je odvážen sovětskými vojáky na jejich vojenské velitelství v Debrecínu. Poté byl však zatčen a jako možný americký špión (mj. kvůli jeho studiu na univerzitě Michiganu) odvezen do Sovětského svazu, kde zřejmě 16. července 1947 zemřel.[zdroj?] Jeho úmrtí nicméně nebylo nikdy oficiálně potvrzeno a někteří vězni propuštění ze sibiřských gulagů tvrdí, že muže odpovídajícího jeho popisu viděli ještě v 80. letech. V roce 2001 mezinárodní komise sestavená ke zjištění Wallenbergova osudu nedospěla k žádným výsledkům.
Podle jiných informací se uprostřed ledna 1945 Wallenberg vydal za sovětským maršálem Rodionem Malinovskim. Koncem ledna vydalo Ministerstvo zahraničních věcí Sovětského svazu prohlášení, že Wallenberg je pod ochranou Rudé armády. Od té doby se o něm oficiálně nic neví.
Protože rodina po něm pátrala, prohlásil v roce 1947 náměstek ministra zahraničních věcí Andrej Višinskij, že se Wallenberg nenachází v SSSR a není ani známý jeho současný pobyt. Našli se ovšem svědci, kteří tvrdili, že Wallenberga viděli i později, v moskevském vězení či na severu SSSR, ve vězení ve Vorkutě. Po roce 1989 byla proto ustanovena rusko-švédská komise, aby ujasnila záhadu kolem jeho zmizení. Podle jedné z vyšetřovacích verzí komise jej chtěl Stalin vyměnit za sovětské špiony, chycené ve Švédsku. Stockholm ovšem na výměnu nepřistoupil. Vyvstává otázka, zda se Wallenberg stal „výměnným zbožím“, ať už před zatčením či po něm. Švédská vláda později údajně vyjádřila politování za rozhodnutí neuskutečnit tuto výměnu.
Jedním z členů komise byl člen izraelského Mosadu Peter Cvi Malkin. Ten pracoval nezávisle na komisi přímo na zakázku švédského ministerstva zahraničí. Shromáždil indicie dokazující, že Wallenberg zemřel později než v roce 1947. Měl nepřímé stopy, týkající se vězně Van der Berga. Pod tímto jménem měl být veden Wallenberg ve moskevských věznicích a ve věznici Vorkuta na severu Ruska. Stopu Malkin ztratil v 60. letech. Pro ještě pozdější úmrtí pak svědčí podle předsedy rusko-švédské komise Hanse Magnunssona to, že v roce 1966 údajně Moskva nabídla výměnu Wallenberga za Stiga Wennerströma, top špiona pracujícího pro sovětskou stranu, který byl ve Švédsku zatčen. Takže podle původního prohlášení ruských úřadů zemřel Wallenberg v roce 1947 na infarkt. Ale ještě v roce 1966 nabídla sovětská strana jeho výměnu. Podle Malkina existují i očití svědkové, kteří prohlašují, že s Wallenbergem mluvili ještě v roce 1989. Pro relevanci této informace svědčí i to, že v tomto roce dostala jeho nevlastní sestra Wallenbergův pas, řidičský průkaz, pouzdro na cigarety a poznámkový kalendář.
V říjnu 2016 byl švédským daňovým úřadem prohlášen za mrtvého. Datum úmrtí bylo stanoveno na 31. července 1952.
Celkem se odhaduje, že Wallenberg zachránil asi 100 000 Židů. K tomu Malkin jako člen tajné služby Mossad, přímo zodpovědný za operaci únosu Adolfa Eichmanna z Buenos Aires, prohlásil: „Eichmanna jsou plné noviny a o Wallenbergovi ani slovo. Stránky novin plní ten, kdo posílal lidi do plynu, a svět zapomíná na toho, kdo je před plynem zachraňoval.“

## Ocenění

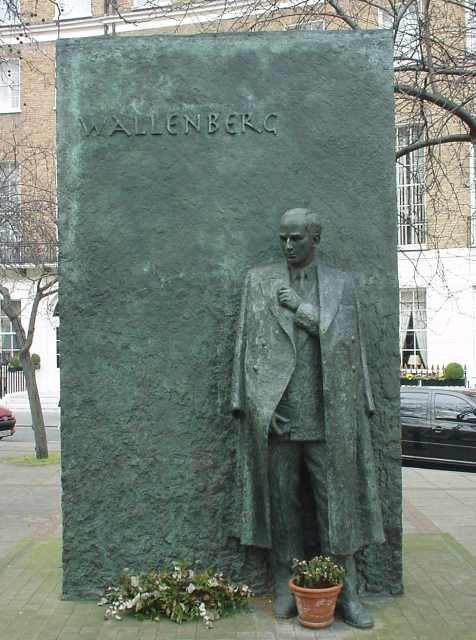
Památník Raoulu Wallenbergovi na Great Cumberland Place v Londýně

Více než 30 let po skončení války byl Raoul Wallenberg oceněn několika státy, mimo jiné jako Spravedlivý mezi národy či čestným občanstvím USA, Kanady a Izraele. Docela podrobně se případem Raoula Wallenberga zabýval v knize Alana Levyho Simon Wiesenthal a jeho případy samotný Wiesenthal, který po Raoulovi pátral na prosbu jeho matky. Vyhlídková cesta v Praze 1 na Petříně, vedoucí z ulice Úvoz pod Strahovským klášterem až ke schodům v ulici Vlašská, nese název Promenáda Raoula Wallenberga.